# Фишер, Джордж
Джордж Фишер-мл. (англ. George Fisher Jr.; 8 июля 1970, Балтимор, Мэриленд, США), также известный как Corpsegrinder (с рус.  Измельчитель трупов) — американский вокалист, наиболее известный своим участием в дэт-метал-группе Cannibal Corpse, где в 1995 году заменил вокалиста Криса Барнса. До этого он записал два альбома в составе группы Monstrosity. Имеет довольно выраженный, брутальный внешний вид, крупное телосложение и широкую шею. Называет себя «чемпионом по хедбэнгингу», хотя и признавал, что встречал на концертах людей, которые были бы способны посоревноваться с ним.

## Биография

### Ранние годы
Джордж Фишер родился 8 июля 1970 года в городе Балтиморе, штат Мэриленд. Родители — отец Джордж, мать Френсис. У него есть младшие брат Кристофер и сестра Мисси. В детстве Джордж играл в бейсбол год или два в Детской Лиге. Фишер не очень любил школу, особенно когда был подростком, и ходил туда только потому, что это была его обязанность; он даже не закончил свою Северную Высшую школу в Балтиморе. С детства хотел быть в группе. Впрочем, родители Джорджа понимали то, что он не был особо заинтересован в учёбе.
Первыми его группами стали Black Sabbath, Accept, Iron Maiden, Judas Priest, услышал он ещё их в очень юном возрасте. Примерно в пятнадцать лет заинтересовался более тяжёлыми группами, как Slayer, Kreator, Metallica и Celtic Frost. Несмотря на это, Фишер никогда особо не старался изучить игру на каком-либо инструменте. Мама купила Джорджу бас, об который он споткнулся и сделал трещину в грифе. После этого Френсис накричала на сына и продала инструмент. У Джорджа был другой «музыкальный инструмент» — кусок дерева, который друзья Джорджа прозвали «Rickenboarder».

### Первая группа: Corpsegrinder (1988—1990, 1993—1995)
С приятелями в 80-х Джордж пытался собрать группу, что было непростой задачей — в округе мало кто слушал метал. Один из них сказал Джорджу, чтобы он пел, так как Фишер знал «слова всех песен», что было правдой, хотя он и не хотел тренировать голос, так как Джордж не обладал способностями к пению. Несмотря на это, гроулинг и скриминг давались ему легко — Death (Чак Шульдинер), Sacrifice (Роб Урбинати) и Celtic Frost (Том Фишер) стали его главными вдохновителями, хотя он никогда не посещал занятия по вокалу.
Первой группой Джорджа стала Corpsegrinder — от названия этой группы и произошло его прозвище, хотя в группе его так не называли. В группе было два гитариста и ни одного басиста. Тем не менее, они записали демо с Фишером на вокале. После записи первого демо группа начала ходить по местным концертам и приставать ко всем с предложением присоединиться, но в итоге им не удалось найти никого. В Corpsegrinder парни играли смесь дэт-метала с хардкором.
Джордж ходил на концерты Vio-lence и Testament, где вокалисты говорили ему, что он был главным  хэдбэндером на выступлениях. Для Фишера самое важное на концерте — быть максимально брутальным.
Первая группа была достаточно несерьёзной: парням хотелось лишь пить пиво, веселиться и играть метал.

### Образование и дни в Monstrosity (1990—1996)
Джордж начал всерьёз думать об музыкальной карьере, когда встретил Ли Харрисона и Марка Ван Эрпа, с которыми он образовал Monstrosity в 1990 году. После этого они начали собирать состав группы. Джон Рубин, игравший на гитаре в Malevolent Creation, также присоединился к группе. Марк Ван Эрп играл на басу и ушёл из Cynic, чтобы присоединиться к Monstrosity. Четверо участников Monstrosity подписали контракт с Nuclear Blast Records. Группа гастролировала по Европе в поддержку «Imperial Doom» с группой Pestilence.
После ряда проблем с лейблом Ли Харрисон основал свой собственный музыкальный лейбл Conquest Music в 1996 году. Теперь, подписав контракт с Conquest Music, группа записала Millennium. После записи этого альбома Джордж покинул группу.

### Cannibal Corpse (1995—н.в.)
Джордж уже был знаком с Робом Барреттом, который играл в Solstice, и он посоветовал участникам группы пригласить Фишера, когда Крис Барнс покинул коллектив. Также Джордж несколько раз общался с Алексом Уэбстером, и они встречались на концертах. Роб и Джордж собирались записать пару каверов на песни Celtic Frost, где Фишер должен был играть на барабанах и петь, а Барретт — играть на гитаре и бас-гитаре. До прихода в Cannibal Corpse и после ухода из Monstrosity Фишер работал помощником бурильщика в Балтиморе.
Cannibal Corpse увидели Джорджа в Monstrosity, и он им показался клёвым, весёлым парнем, который любит порычать и умеет выдавать слова на высокой скорости, что как раз и нужно было музыкантам. Алекс Уэбстер позвонил Джорджу в 1995 году, когда Фишер был в Мэриленде у своей матери. Вебстер сообщил, что Cannibal Corpse выгнали Криса Барнса, что шокировало вокалиста. Бас-гитарист спросил, не согласится ли Corpsegrinder приехать к ним и исполнить несколько песен, но на тот момент группа не приглашала других вокалистов на пробу, поэтому могли бы пригласить других, если Джордж им не подойдёт.
По приезде во Флориду Джордж немного узнал о Cannibal Corpse. Ему очень нравилось в группе, и он был настроен на то, что во время одного тура он выложится по полной, и его место никто не сможет занять. Фишер всегда верил, что его место в серьёзной группе. Также Джордж никогда не пытался походить на Барнса. Группа не сообщила о смене вокалиста Брайану Слэйджелу, основателю Metal Blade Records, так как они ожидали отрицательную реакцию. Это произошло на пике популярности группы, и, несмотря на гнев Брайана, Джордж оказался отличным вокалистом и фронтменом, и группа не потеряла своего шарма.
На момент прихода Джорджа в Cannibal Corpse группа уже записала весь альбом Created to Kill, в котором оставили только инструментальную часть, переписав все тексты. Группа изменила логотип и впоследствии альбом переименовали в "Vile". Джордж вместе с Алексом написал текст для Disfigured, а также совместно с Мазуркевичем и Уэбстером для Puncture Wound Massacre. Альбом вышел 21 мая 1996 года.
В 1997 году, после того как в группу пришёл  Пэт О'Брайен, Джордж год жил с Пэтом в Темпл-Террасе, округ Хилсборо в Тампе, так как вокалисту нужен был сосед по квартире.
Следующим для Джорджа в составе Cannibal Corpse стал альбом Gallery of Suicide, который вышел 21 апреля 1998 года. Джордж принял участие в написании текстов песен: Disposal of the Body с Алексом Уэбстером, Blood Drenched Execution с Полом Мазуркевичем и Уэбстером и Centuries of Torment вновь с Алексом. Это последний альбом, на котором Джордж пишет тексты.
На остальных альбомах Фишер является только вокалистом. Все альбомы вышли на Metal Blade Records.

### Paths of Possession (2003—н.в.)
В 1999 году образовалась первая побочная группа Джорджа Фишера - Paths of Possession. Джордж - не изначальный вокалист группы. Их тогдашний вокалист Билл Лэндер переехал в Нью-Йорк, Рэнди Батман (Silhaven) попросил своего друга Джорджа Фишера занять место вокалиста. Затем новый состав решил записать шесть песен в Ozone Studios, Сент-Питерсберг, Флорида и завершить их к сентябрю 2003 года. Результат получил название The Crypt of Madness и был выпущен на Splattergod Records ограниченным тиражом в 1000 копий. Этот сплит-альбом был записан с дэт-метал группой Dark Faith и вышел 14 августа 2003 года.
Затем группа и Splattergod договорились выпустить полноформатный компакт-диск в конце 2004-начале 2005 года. На альбоме Promises in Blood Фишер написал текста ко всем песням совместно со всей группой, кроме Erzsebet, так как это инструментальный трек. Альбом вышел 4 октября 2004 года.
Также в 2004 году владелец Metal Blade Records Брайан Слэгел, услышав The Crypt of Madness, обратился к Фишеру с предложением о подписании контракта с Paths of Possession, которое произошло в 2005 году. Paths of Possession вошли в студию Mana Recording Studios и Razzor Media в Сент-Питерсберге. Группа записывает Promises in Blood с Эриком Рутаном. Как только запись была закончена, Promises in Blood был отправлен в Вест-Вестсайд в Нью-Йорке для мастеринга Аланом Душесом. The End of the Hour вышел 16 октября 2007 года и на данный момент является крайним альбомом.

### Serpentine Dominion (2009—н.в.)
Serpentine Dominion — американская дэт-метал супергруппа, состоящая из ведущего гитариста Killswitch Engage Адама Дуткевича, Джорджа «Corpsegrinder» Фишера и бывшего барабанщика The Black Dahlia Murder Шеннона Лукаса.
Истоки Serpentine Dominion можно заметить до фестиваля Mayhem Festival 2009 года, участниками которого были Killswitch Engage, Cannibal Corpse и The Black Dahlia Murder. Группа образовалась, когда Дуткевич написал для Фишера песни и попросил его исполнить поверх них вокал, на что тот согласился. Дуткевич также заявил, что песни были написаны специально для Фишера. Шеннон Лукас был приглашен для записи ударных для альбома.
22 июля 2016 года группа объявила, что их название будет «Serpentine Dominion». 11 августа 2016 года они объявили дату релиза и трек-лист своего одноимённого дебютного альбома, который вышел на лейбле Metal Blade Records. Serpentine Dominion был официально выпущен 28 октября 2016 года и получил положительные отзывы как фанатов, так и критиков. На данный момент это первый и единственный альбом группы.
Звучание Serpentine Dominion описывается как дэт-метал  и экстремальный метал.
Тексты для дебютного альбома группы написал вокалист Killswitch Engage Джесси Лич. Фишер заявил в "The Jasta Show": «Изначально я собирался написать что-нибудь, и знаете что? Написание текстов никогда не было моим делом, и мы подошли к тому моменту, когда я должен был пойти и наложить свой вокал. И Адам просто сказал: «Послушай, я попрошу Джесси написать кое-что». Итак, он написал это, и я просто сказал, что не хочу никакой прорелигиозной чуши, потому что я не обо всем этом. В любом случае, это больше похоже на месть коррумпированным ублюдкам и тому подобному.»

### Voodoo Gods (2014—н.в.)
В 2001 году образовалась третья побочная группа Джорджа Фишера - Voodoo Gods. Джордж, так же как и с Paths of Possession - не изначальный вокалист группы. В 2014 году  Джордж заменив Адама «Nergal» Дарского, который из-за очень плотного графика Behemoth не смог записать с Voodoo Gods ещё один альбом.
Джордж принял участие на Anticipation for Blood Leveled in Darkness, вышедшем 28 июля 2014 года и на The Divinity of Blood, который вышел 15 мая 2020 года, и он на данный момент является последним.

## Участвовал в группах

### Как участник
- Corpsegrinder (вокал, 1989—1990, 1993—1995)[прим. 2]
- Monstrosity (вокал, 1990—1996)
- Cannibal Corpse (вокал, 1995—н.в.; написание текстов, 1995—1998)
- Paths of Possession (вокал, написание текстов, 2003—н.в.)
- Serpentine Dominion (вокал, 2009—н.в.)
- Voodoo Gods (вокал, 2014—н.в.)
- Corpsegrinder (вокал, 2021—н.в.)[прим. 3]

### Сессионный
- Monstrosity (сессионный вокалист, 2001)

### Гостевое участие
- Suffocation (гостевой вокалист, 1991)
- Transmetal (гостевой вокалист, 1996)
- Ritual Carnage (дополнительный вокалист, 1998)
- Acheron (дополнительный вокалист, 1998)
- Defiled (бэк-вокалист, 1998—1999)
- Disgorge (гостевой вокалист, 2000)
- Infernäl Mäjesty (гостевой вокалист, 2006)
- Dethklok (дополнительный вокалист, 2013)
- Job for a Cowboy (дополнительный вокалист, 2014)
- Suicide Silence (гостевой вокалист, 2014)
- Ektomorf (гостевой вокалист, 2015)
- Heaven Shall Burn (гостевой вокалист, 2016)
- Wirethrone (дополнительный вокалист, 2018)
- Cannabis Corpse (гостевой вокалист, 2019)
- Deeds of Flesh (гостевой вокалист, 2020)
- Fecalith (бэк-вокалист, 2023)
- Semi-Rotted (дополнительный вокалист, 2023; гостевой вокалист, 2024)

## Дискография

#### Corpsegrinder
- 1993 — Shadows (Demo)
- 2022 — Corpsegrinder

Monstrosity
- 1990 — Horror Infinity (Demo)
- 1992 — Imperial Doom
- 1994 — Demo '94 (Demo)
- 1996 — Millennium

Cannibal Corpse
- 1996 — Vile
- 1998 — Gallery of Suicide
- 1999 — Bloodthirst
- 2002 — Gore Obsessed
- 2003 — Worm Infested (EP)
- 2004 — The Wretched Spawn
- 2006 — Kill
- 2009 — Evisceration Plague
- 2012 — Torture
- 2014 — A Skeletal Domain
- 2017 — Red Before Black
- 2021 — Violence Unimagined
- 2023 — Chaos Horrific

Paths of Possession
- 2003 — The Crypt of Madness (Split with Dark Faith)
- 2005 — Promises in Blood
- 2007 — The End of the Hour

Serpentine Dominion
- 2016 — Serpentine Dominion

Voodoo Gods
- 2014 — Anticipation for Blood Leveled in Darkness
- 2020 — The Divinity of Blood